# Малек-ош-Шоара Бехар
Малек-ош-Шоар Бехар, Мохамед Тагі (7 листопада 1886, Мешхед, Іран — 25 квітня 1951, Тегеран, Іран) — іранський революційний поет і громадський діяч. Брав безпосередню участь у Іранській конституційній революції 1905–1911.

## Життєпис
Довгий час був видавцем прогресивних газет.
Урядом Реза Шаха Пахлаві заарештований у 1932 і засланий.
У 1945 році відвідав Радянський Азербайджан і написав поему «Весна в Баку».
Бехарові належать близько 40 000 бейтів (двовіршів), численні касиди, газелі, чотиривірші.
В останні роки життя очолював іранське Товариство прихильників миру.